# Franz Dreßler

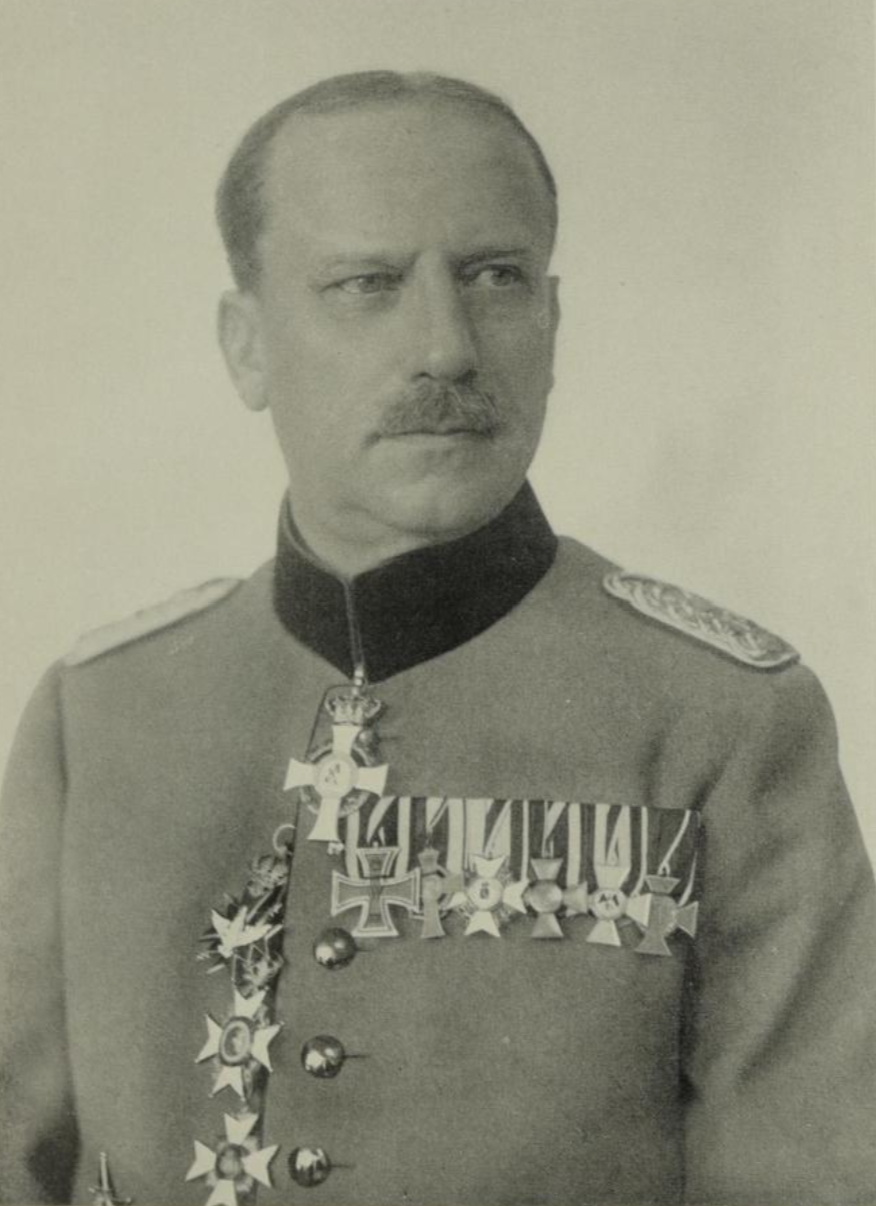
Franz Dreßler

Franz Traugott Dreßler (* 12. November 1862 in Dresden; † 17. Dezember 1937 in Radebeul) war ein sächsischer Generalmajor.

## Leben
Dreßler trat am 23. November 1883 als Fähnrich in die 2. Kompanie des 2. Feld-Artillerie-Regiment Nr. 12 der sächsischen Armee ein. Die Beförderung zum Leutnant erfolgte dabei am 20. September 1884. Er blieb die weiteren Jahre im Regiment und wurde 1889 zum Adjutanten ernannt. Nachfolgend wurde er am 22. September 1890 zum Oberleutnant befördert. Er avancierte am 24. März 1897 zum Hauptmann und Kompaniechef bei der 3. Kompanie des Regiments. 1903 wurde er zum Stabe des 5. Feld-Artillerie-Regiment Nr. 64 in Pirna versetzt. Nach Beförderung zum Major am 27. Oktober 1905 wurde er zum Abteilungskommandeur der II. Abteilung des Regiments ernannt. 1908 wurde er zum Inspizient des Fuß- und Feldartilleriematerials ernannt. Am 23. September 1911 wurde er mit der Führung des Feld-Artillerie-Regiments Nr. 32 beauftragt. Ein durch Dienstbeschädigung entstandenes Gehörleiden veranlasste ihn, um Verwendung außerhalb der Front zu bitten und so wurde er am 13. September 1912 unter Beförderung zum Oberstleutnant zum Direktor der Artillerie-Werkstatt in Dresden ernannt. Sein Nachfolger als Regimentskommandeur wurde dabei Oberstleutnant Heinrich Vollert. 1914 wurde er zum Oberst befördert.
Nach Ausbruch des Ersten Weltkrieges blieb er weiterhin in dieser Position und stellte sich gegen die immer schwieriger werdende Munitionsherstellung und die seit 1917 sich zuspitzende Arbeiterfrage. Im Januar 1916 wurde er mit dem sächsischen Kriegsverdienstkreuz ausgezeichnet. Im Mai desselben Jahres wurde er mit dem Komturkreuz II. Klasse des Albrechtsordens ausgezeichnet. Am 14. März 1918 wurde er unter Genehmigung seines Abschiedsgesuches mit dem Charakter eines Generalmajors ausgezeichnet und zur Disposition gestellt. Nebenbei war er langjähriger Leiter des sächsischen Armeemuseums.